# Боярівка
Боя́рівка  (Бабарики)— село в Україні, у Козелецькій селищній громаді Чернігівського району Чернігівської області. До 1963 року — Бабарики. Населення становить 12 осіб (2014). До 2016 орган місцевого самоврядування — Лемешівська сільська рада.

## Історія
12 червня 2020 року, відповідно до розпорядження Кабінету Міністрів України № 730-р «Про визначення адміністративних центрів та затвердження територій територіальних громад Чернігівської області», увійшло до складу Козелецької селищної громади.
19 липня 2020 року, в результаті адміністративно - територіальної реформи та ліквідації Козелецького району, село увійшло до складу Чернігівського району Чернігівської області.

## Населення
1901 року - проживало 43 особи.

### Мова
Розподіл населення за рідною мовою за даними перепису 2001 року:
| Мова       | Кількість | Відсоток |
| ---------- | --------- | -------- |
| українська | 15        | 100%     |